# Gronings gas
| Component   | Vol.-% | Mol%  | Massa% |
| ----------- | ------ | ----- | ------ |
| Methaan     | 81,30  | 81,29 | 69,97  |
| Ethaan      | 2,85   | 2,87  | 4,63   |
| Propaan     | 0,37   | 0,38  | 0,90   |
| Butaan      | 0,14   | 0,15  | 0,47   |
| Pentaan     | 0,04   | 0,04  | 0,16   |
| Hexaan      | 0,05   | 0,05  | 0,23   |
| Stikstof    | 14,35  | 14,32 | 21,52  |
| Zuurstof    | 0,01   | 0,01  | 0,02   |
| Kooldioxide | 0,89   | 0,89  | 2,10   |

| Dichtheid                        | 0,833       | kg/m³  |
| Verbrandingswarmte (bovenwaarde) | 35,17       | MJ/m³  |
| Verbrandingswarmte (onderwaarde) | 31,65       | MJ/m³  |
| Wobbe Index                      | 43.46-44.41 | MJ/m3  |
| Luchtbehoefte (droog)            | 8,528       | m³/m³  |
| Ontbrandingslimiet (laag)        | 4,7         | %(mol) |
| Ontbrandingslimiet (hoog)        | 16,6        | %(mol) |
| Zelfontbranding                  | 890         | K      |

Gronings gas is een mengstandaard voor aardgas. De standaard is gebaseerd op het aardgas uit het aardgasveld van Slochteren.
Deze mengstandaard is in het leven geroepen om verbruikers van aardgas (met name de industriële gebruikers) een gas met constante stookwaarde aan te kunnen bieden. Dit heeft voor de gebruikers als voordeel dat processen constanter en dus beter te beheersen zijn.
In Nederland mengt de Nederlandse Gasunie gas van verschillende bronnen om ervoor te zorgen dat het door hun geleverde Gronings gas altijd dezelfde eigenschappen heeft.